# Lambda Arae
Désignations
Lambda Arae (λ Ara / λ Arae) est une étoile de la constellation australe de l'Autel. Elle est visible à l'œil nu et sa magnitude apparente est de 4,77. D'après la mesure de sa parallaxe annuelle par le satellite Gaia, l'étoile est distante de ∼ 68 a.l. (∼ 20,8 pc) de la Terre. Elle s'éloigne du Système solaire à une vitesse radiale héliocentrique de +4,5 km/s.
Lamba Arae est une étoile jaune-blanc de la séquence principale de type spectral F4 V d'une température de surface de 6 636 K. Elle est âgée d'environ trois milliards d'années et sa masse est 1,23 fois plus grande que celle du Soleil. Son rayon est environ 1,7 fois plus grand que le rayon solaire et elle est 4,5 fois plus lumineuse que le Soleil. Il existe des indices spectroscopiques qui laissent à penser qu'elle serait une binaire constituée de deux étoiles jumelles,.
Le télescope spatial Spitzer a mis en évidence un excès d'émission dans l'infrarouge en provenance de Lambda Arae à une longueur d'onde de 70 μm. Cela suggère que l'étoile pourrait être orbitée par un disque de débris, localisé à un distance supérieure à 15 ua.